# 賈克·普維
賈克·普維（法語：Jacques Prévert，法語發音：[ʒak pʁevɛʁ]；（1900年2月4日—1977年4月11日）；又译裴外）是一位法國詩人與劇作家，曾與知名導演马赛尔·卡尔内多次合作，最著名的作品為《天堂的孩子們》。

## 作品

### 诗歌
普維的一些诗歌，例如《落叶》（Les Feuilles mortes）等，被谱曲并由一些著名法国歌手演唱，包括Marianne Oswald、伊夫·蒙当和艾迪特·皮雅芙，之后亦由美国歌手琼·贝兹和纳·京·高尔演唱。
1961年，法国创作歌手赛日·甘斯布创作了《普維之歌》（La chanson de Prévert）向《落叶》致敬。

## 外部連結
- Jacques Prévert （页面存档备份，存于）: Prévert's poetry in English
- Jacques Prévert在互联网电影资料库（IMDb）上的資料（英文）